# Pseudocotalpa andrewesi
Pseudocotalpa andrewesi är en skalbaggsart som beskrevs av Hardy 1971. Pseudocotalpa andrewesi ingår i släktet Pseudocotalpa och familjen Rutelidae. Inga underarter finns listade i Catalogue of Life.